# Roger Suárez
Roger Suárez Sandoval (Santa Cruz de la Sierra, 2 de abril de 1977) es un exfutbolista boliviano que jugaba de delantero.

## Clubes
| Club              | País      | Año         |
| ----------------- | --------- | ----------- |
| Oriente Petrolero | Bolivia   | 1996 - 2003 |
| Bolívar           | Bolivia   | 2004        |
| Oriente Petrolero | Bolivia   | 2005        |
| The Strongest     | Bolivia   | 2006        |
| Deportivo Cuenca  | Ecuador   | 2006        |
| Aldosivi          | Argentina | 2007        |
| Oriente Petrolero | Bolivia   | 2007 - 2008 |
| Nacional Potosí   | Bolivia   | 2008        |
| Blooming          | Bolivia   | 2009 - 2010 |
| San José          | Bolivia   | 2011        |

## Palmarés

### Títulos nacionales
| Título           | Club              | Año           |
| ---------------- | ----------------- | ------------- |
| Primera División | Oriente Petrolero | 2001          |
| Primera División | Bolívar           | Apertura 2004 |
| Primera División | Blooming          | Clausura 2009 |